# Heike Schulte-Mattler
Heike Schulte-Mattler (dekliški priimek Schmidt), nemška atletinja, * 27. maj 1958, Oberhausen, Zahodna Nemčija.
Nastopila je na olimpijskih igrah leta 1984 ter osvojila bronasto medaljo v štafeti 4×400 m, v teku na 400 m je izpadla v prvem krogu.